# Ulbjerg Traktormuseum
Ulbjerg Traktormuseum er et dansk landbrugsmuseum, der ligger nogenlunde midt imellem Ulbjerg og Skals, ca 15 km nord for Viborg. Museet udstiller traktorer og andre landbrugsredskaber. Museet er oprettet i 1991 og drives af "Støtteforeningen til oprettelse og drift af et traktormuseum i Ulbjerg".